# أنطونيو سيلفا كاردوسو
أنطونيو سيلفا كاردوسو (بالبرتغالية: António Silva Cardoso‏) هو سياسي برتغالي، ولد في 3 فبراير 1928 في تومار في البرتغال، وتوفي في 13 يونيو 2014.